# Cataglyphis otini
Cataglyphis otini är en myrart som beskrevs av Santschi 1929. Cataglyphis otini ingår i släktet Cataglyphis och familjen myror. Inga underarter finns listade.